# قومية صربية
تشدّد القومية الصربية على كون الصرب أمة واحدة، وتهدِف إلى توطيد الوحدة الثقافية والسياسية للصرب. والقومية الصربية شكلٌ مِن أشكال القومية الإثنية، التي نشأت بادئ الأمر ضمن سياق صعود القومية في إقليم البلقان في ظلّ الدولة العثمانية، وذلك بتأثير من عالم اللغويات الصربي فوك شتيفانوفيتش كاراجيدتش والسياسي الصربي إيليا غاراشانين. أدت القومية الصربية دورًا مهمّا خلال حروب البلقان أسهم في بشكل فعالٍ في تراجع الإمبراطورية العثمانية، في الفترة الواقعة خلال الحرب العالمية الأولى وما بعدها، كما أسهمت في حلّ الإمبراطورية النمساوية-المجرية، وتارة أخرى في تفكك يوغوسلافيا وحروب يوغوسلافيا في تسعينيات القرن الماضي.
بعد العام 1878، ماهى القوميون الصرب أهدافَهم مع أهداف أنصار اليوغوسلافيوية، وسعوا إلى محاكاة الدور الرائد لبيدمونت (مملكة سردينيا) في توحيد إيطاليا، وذلك عبر زعمهم أن إنشاء صربيا لا يهدف إلى توحيد جميع الصرب في دولة واحدة فحسب، بل يهدف كذلك إلى جعلها أيقونةً سلافية جنوبية من شأنها جمع كافة السلاف الجنوبيين ضمن دولة واحدة تُعرف باسم يوغوسلافيا. دعم القوميون الصرب فكرة دولة يوغوسلافية مركزية تضمن وحدة الصرب، مع رفضهم الجهود الساعية إلى تطبيق اللامركزية في الدولة. رسّخ دستور فيدوفدان الذي اعتمدته يوغوسلافيا في العام 1921 شكلَ البلاد كدولة مركزية في ظلّ نظام كارادوردفيتش الملكي الصربي.
لقيت فكرة مركزية الدولة معارضة القوميين الكروات الذين طالبوا باللامركزية، ودولة كرواتية تتمتع بالحكم الذاتي داخل يوغوسلافيا، وهو ما قبلته الحكومة اليوغوسلافية بموجب اتفاقية تسفيتكوفيتش-ماتشيك في العام 1939. عارض القوميون الصرب تلك الاتفاقية نظرًا لفتّها في عضد وحدة الصرب بنظرهم، مشدّدين على أهميتها ليوغوسلافيا تحت شعار «أمة صربية قوية، من أجل يوغوسلافيا قوية». أسفر غزو يوغوسلافيا وتقسيمها في الحرب العالمية الثانية إلى نشوب صراعات إثنية عنيفة بين القوميين الصرب، والكروات، والبشناق وغيرهم، وهو ما أدى إلى ظهور حركة قومية صربية طائفية شديد العنف بلغت ذروتها في فصائل تشيتنيك للجيش اليوغوسلافي.
نجمَ عن فرض اللامركزية في جمهورية يوغوسلافيا الاشتراكية الاتحادية في الستينيات من القرن العشرين إضافة إلى قمع مظاهر القومية الإثنية إلى ردّ فعل قومي صربي وصحوة قومية في الثمانينيات، ما أظهرَ فشل الحركة اليوغوسلافيوية في مرحلة ما بعد الحرب العالمية الثانية ونظام اللامركزية في يوغوسلافيا. في أعقاب تفكّك يوغوسلافيا في التسعينيات وسعي عدة جمهوريات للانفصال، طالب القوميون الصرب بمنح جميع الصرب في كافة الجمهوريات اليوغوسلافية الحق في الاتحاد في إطار دولة واحدة. ونيجة لذلك، اندلع صراع إثني بين الصرب الساعين للاتحاد مع صربيا وغيرهم من الإثنيات اليوغوسلافية الساعية بدورها إلى نيل الاستقلال.

## تاريخ

### الثورة الصربية
تعود جذور الحركة القومية الصربية إلى القرن التاسع عشر، وتحديدًا إلى العام 1804 مع بدء انتفاضات الصرب ضد الحكم العثماني، والتي أسفرت في نهاية المطاف إلى تأسيس دولة صربية مستقلة في العام 1878. بالرغم من ذلك، يميل القوميون الصرب أنفسهم إلى التأريخ لبداية حركتهم مع معركة قوصوه المصادفة للعيد الوطني والديني الصربي فيدوفدان (عيد القديس فايتوس) والتي درات رحاها في العام 1389 بين كلّ مِن صربيا والإمبراطورية العثمانية، وهي المعركة التي ذات الدلالات الرمزية العميقة للقوميين الصرب. يعتبر البعض أن عالم اللغويات الصربي فوك شتيفانوفيتش كاراجيدتش هو الأب الروحي للحركة القومية الصربية.
صكّ كاراجيدتش تعريفًا لغويًا للصرب ضمّ كافة المتحدثين باللهجة الشتوفاكية بصرف النظر عن انتماءاتهم الدينية أو أصولهم الجغرافية. وبالرغم من تعريفه ذلك، أقرّ كاراجيدتش بحقّ بعض الشعوب الناطقة بالشتوكافية في اختيار أسماء أخرى غير الصرب لأنفسهم. اعتبر المؤرخ الألماني مايكل وايتمان نظرية كاراجيدتش أن جميع السلاف الجنوبيين هم من الصرب على أنها «فكرة سياسية وأيديولوجية خطيرة تتستّر بقناع علمي»، في حين رأى المؤرخ التشيكي يان ريشليك أن كاراجيدتش كان «داعية لأيديولوجية صربية أشمل». ومن أوائل أنصار الحركة القومية الصربية يُذكر إيليا غاراشانين المؤيد لفكرة صربيا الكبرى –أي، دولة صربية تتسع حدودها لتضم جميع الصرب في إقليم البلقان.
بعد الاعتراف باستقلال صربيا في العام 1878، اعتبرَ السلاف الجنوبيون والحكومة الصربية على حدّ سواءٍ أنّ الشعوب الصربية الخاضعة للإمبراطورية النمساوية-المجرية في ظِلّ حُكم آل هابسبورغ أنّهم يرزحون تحت الاحتلال، وهو ما أدى إلى تعميق هوّة العداء بين صربيا والإمبراطورية النمساوية-المجرية ابتداءً من أواخر القرن التاسع عشر حتى بدايات القرن العشرين.

### الحرب العالمية الأولى
في العام 1914، اغتِيل الأرشيدوق النمساوي فرانس فرديناند على يد المتمرد الصربي البوسني غافريلو برينسيب، مما أدى إلى توجيه الإمبراطورية النمساوية المجرية الاتهام لصربيا بالتورط في الجريمة، ثم أعلنت الحرب على صربيا فيما بعد، وهو ما أسفر إلى نشوب صراع تحالفاتٍ أوروبي واندلاع الحرب العالمية الأولى. بالرغم من فداحة أعداد القتلى، فقد استفادت صربيا من انتصار الحلفاء على ألمانيا والإمبراطورية النمساوية-المجرية، ولاحقًا في العام 1918 شُملت صربيا بالأراضي التي طالب بها القوميون اليوغوسلافيون لتشكيل مملكة الصرب، والكروات، والسلوفينيين، والتي عُرفت آنذاك باسمها غير الرسمي يوغوسلافيا. اتّسمت رؤية القوميين الصرب بالمركزية لدولة يوغوسلافيا على الضدّ مِن شكل الدولة الكونفدرالية أو الفيدرالية التي دعا إليها غير الصرب. طبعَ العداءُ بين فكرتَين عن شكل الدولة اليوغوسلافية، إحداها مركزية يدعمها القوميون الصرب، وإحداها لامركزية يدعمها القوميون الكروات والسلوفينيين طبَعَ فترة الحكم في يوغوسلافيا ما بين الحربين العالميتين بطابعِ عدم الاستقرار.

### يوغوسلافيا
في العام 1920، اعتُمدت في دستور مملكة الصرب، والكروات، والسلوفينيي الرؤية المركزية ليوغوسلافيا بالهيئة التي يدعمها القوميون الصربيون، وذلك في يوم فيدوفدان وهو عيدٌ وطني وديني صربيي (يوم القديس فايتوس)، وهو الدستور الذي عُرف لاحقًا باسم «دستور فيدوفدان» أو «دستور عيد القديس فايتوس». تصاعد العداء الناشئ بين القوميين الصرب والقوميين الكروات والسلوفينيين ليشهد في العام 1928 اغتيال السياسي الكرواتي ستيبان راديتش داخل مبنى البرلمان اليوغوسلافي وما تلى ذلك من تدهورِ حال الديمقراطية البرلمانية في البلاد. ومن تداعيات ذلك، تخلى الملك الإسكندر عن دستور عيد القديس فايتوس، وأعلن عن نظام ديكتاتورية ملكية للبلاد، وأعاد تسمية الدولة باسم مملكة يوغوسلافيا رسميًا.
شجّعت سياسات الملك ألكسندر القومية اليوغوسلافية الحديثة وهو ما خلّف حالة استياء لدى القوميين الصرب الذين اعتبروا القومية اليوغوسلافية بمثابة النقيض للقومية الصربية. غضب القوميون الصرب من اتفاقية تسفيتكوفيتش-ماتشيك بين القادة السياسيين الصرب والكروات التي أنشأت بانوفينا الكرواتية، والتي كانت مقاطعة تتمتع بالحكم الذاتي داخل المملكة اليوغوسلافية، وهو ما كان يعني عمليًا منح كرواتيا حكمًا ذاتيًا. وفي خطوة للرد على ذلك الإجراء، أسس القوميون الصرب النادي الثقافي الصربي الذي عارضَ القومية اليوغوسلافية الجديدة تحت شعار «أمة صربية قوية، من أجل يوغوسلافيا قوية».
خلال الحرب العالمية الثانية، غزت دول المحور يوغوسلافيا وأخضعتها للاحتلال، وأسست ألمانيا النازية حكومات عميلة في يوغوسلافيا. وردًا على ذلك تصاعدت القومية الصربية بشكلها العسكري في فصائل تشيتنيك التي قادها دارجا ميهالوفيتش والتي استهدفت بهجماتها قوات دول المحور وحركة بارتيزان يوغسلاف الشيوعية في الآن ذاته. 
كما شهدت الحرب ظهور شكلٍ متطرف من القومية الصربية معادٍ للمسلمين مارسته فصائل تشيتنيك للجيش اليوغوسلافي الذين ارتكبوا المجازر بحقّ مسلمي البوسنة خلال الحرب. وفي أعقاب الحرب العالمية الثانية، ومع استيلاء حركة بارتيزان يوغسلاف على السلطة، تأسست دولة يوغوسلافيا الشيوعية تحت حكم جوزيف بروز تيتو.